# تاپیو پیلکونن
تاپیو پیلکونن (فنلاندی: Tapio Pylkkönen; ۶ فوریهٔ ۱۹۲۳ – ۲۲ اوت ۲۰۰۵) بازیکن فوتبال اهل فنلاند بود.
وی همچنین در تیم ملی فوتبال فنلاند بازی کرده‌است.